# Phyllachora shiraiana
Phyllachora shiraiana är en svampart som beskrevs av P. Syd. 1898. Phyllachora shiraiana ingår i släktet Phyllachora och familjen Phyllachoraceae.   Inga underarter finns listade i Catalogue of Life.